# Jamphel Yeshe Gyaltsen

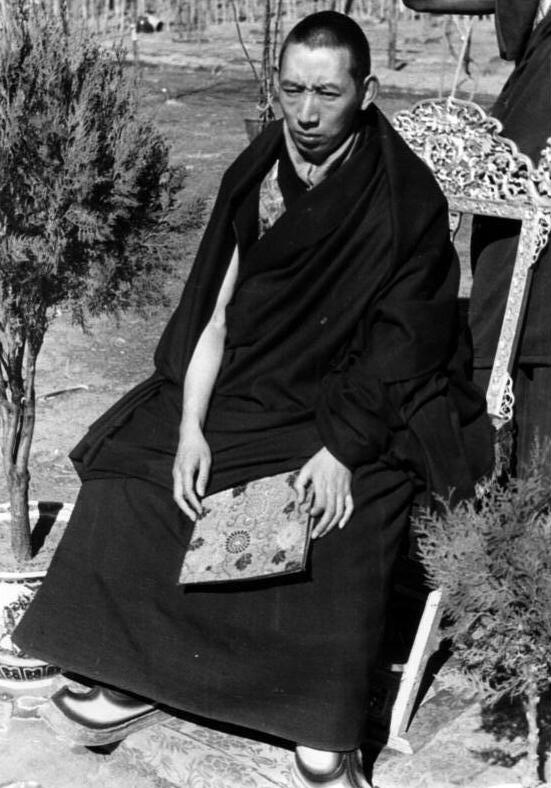
Jamphel Yeshe Gyaltsen, 5º Réting Rinpoche y Regente del Tíbet

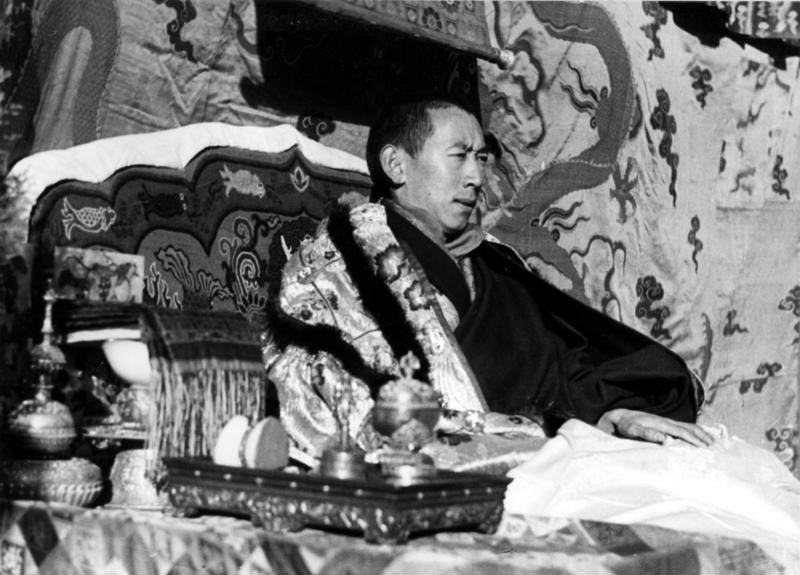
Jamphel Yeshe Gyaltsen, 1938

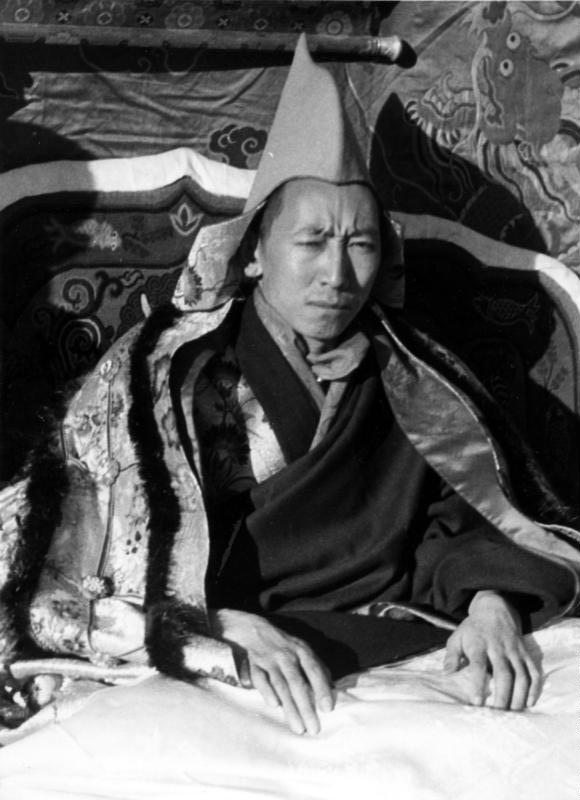
Jamphel Yeshe Gyaltsen, 1938

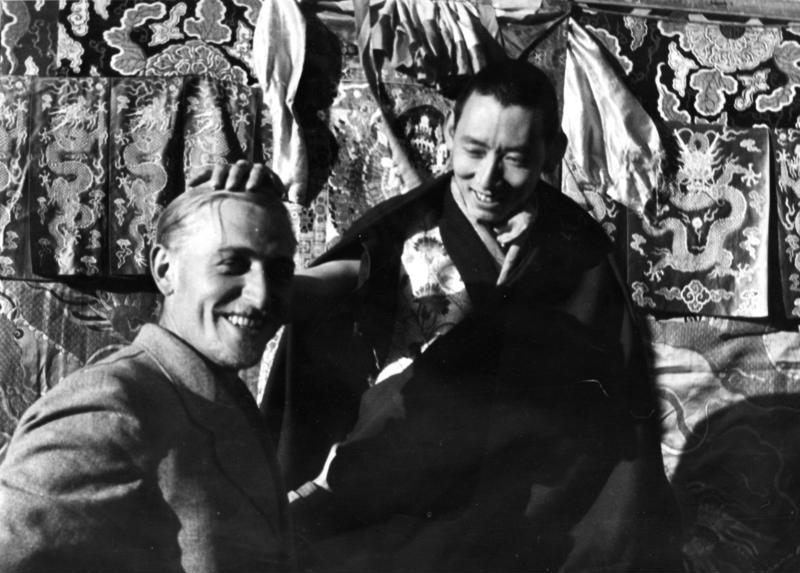
El Regente del Tíbet Réting Rinpoche bendiciendo al antropólogo alemán Bruno Beger en Lhasa en 1939

Jamphel Yeshe Gyaltsen (1911–7 de mayo de 1947), habitualmente conocido como Gyaltsap (Gyetsap) Rinpoche, fue el quinto Réting Rinpoche, abad del monasterio de Réting, situado al norte de Lhasa, en el Tíbet central. Fue Regente del Tíbet durante el período 1934-1941, transfiriendo el poder temporalmente al tercer Taktra Rinpoche antes del final de su mandato. Cuando quiso volver al poder en 1947, acusado de conspirar contra Taktra fue encarcelado y murió repentina y misteriosamente en la prisión del Potala. Su residencia fue demolida, sus propiedades subastadas, sus partidarios en el monasterio de Sera encarcelados o muertos, y el monasterio Réting acabó destruido.
Durante su gobierno se construyó la estructura de la estupa del XIII Dalái lama. También fue responsable del descubrimiento y selección del XIV Dalái lama, del que fue primer tutor. Permitió que se instalase en Lhasa una oficina de la Comisión de Asuntos de Mongolia y Tíbet del partido político chino Kuomintang. Poseía la empresa comercial tibetana Retingsang, que se ocupaba del comercio del té entre Sichuan y Tíbet.
Aunque fue muy popular entre los tibetanos por la favorable situación económica del momento, no supo hacer frente a la astucia política de sus enemigos.

## Primeros años
De nombre original Gonpo Tseten, nació en 1911 en Dagpo, U-Tsang (en lo que hoy es la Región Autónoma del Tíbet), en una familia modesta. Desde una edad temprana dio muestras de sabiduría y fue identificado como la quinta encarnación del Réting Rinpoche, siguiendo las indicaciones dadas al monasterio Réting por parte del XIII Dálai lama en 1915. Su nombre de reencarnación es Réting Thubden Jamphel Yeshe Tenpai Gyaltsen (rwa-skreng thub-bstan ‘jam-dpal ye-shes bstan-pa’i rgyal-mtshan).

## Estudios
Estudió en el monasterio de Sera, donde obtuvo el grado de geshe.

## Monasterio Réting

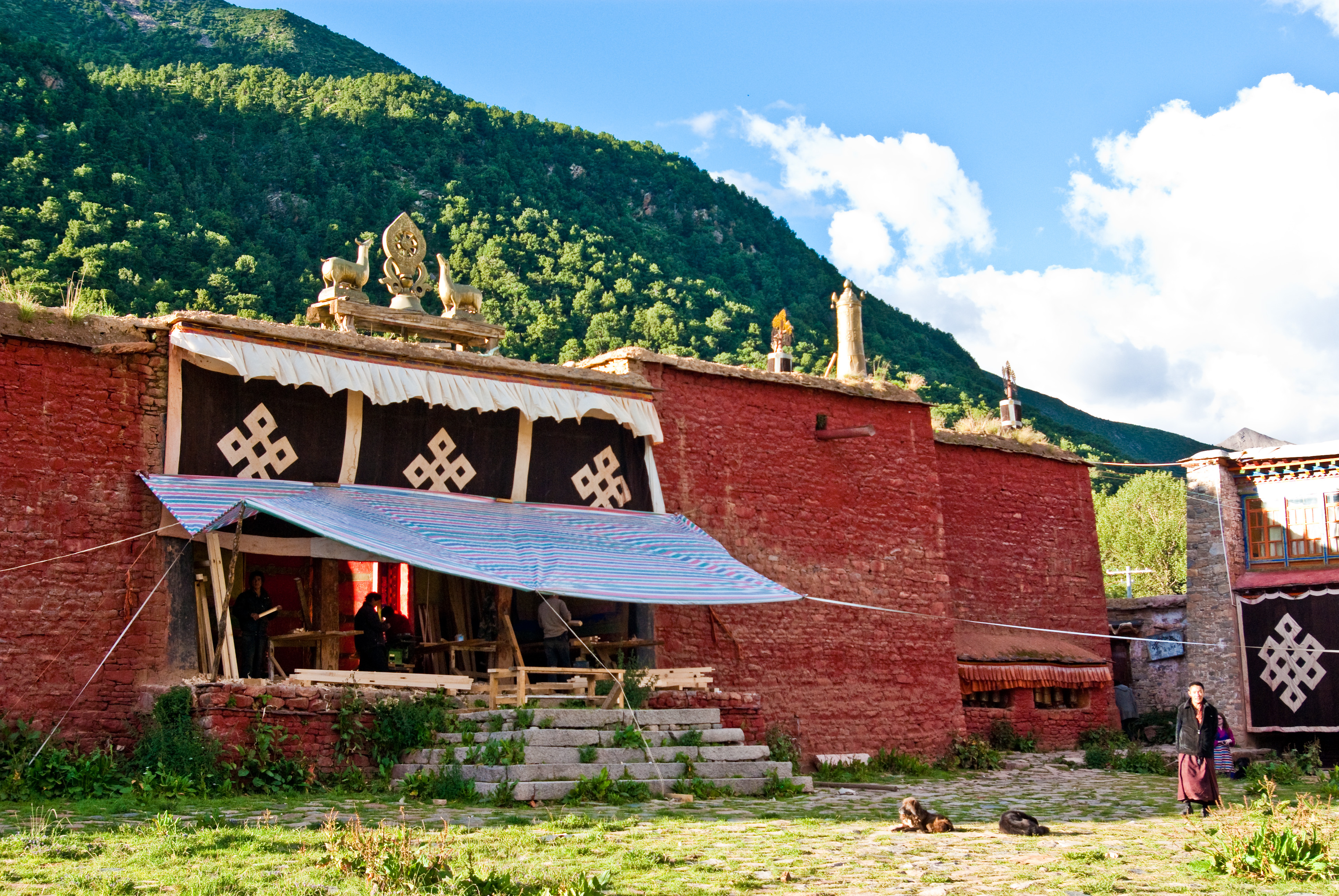
El Monasterio Réting en 2009.

Está situado en el valle de Réting Tsampo, en el distrito de Chengguan, a una centena de kilómetros al norte de Lhasa.

## Aspecto
Contamos con una descripción del 5º Réting Rinpoche realizada por Freddie Spencer Chapman, secretario privado de Basil Gould durante la misión de este último por el Tíbet entre julio de 1936 y febrero de 1937: "El Regente tiene poca presencia. Es un monje insignificante, bajo, casi descarnado, de unos 23 años, y grandes orejas. Tiene el mentón hundido y por encima del puente de la nariz, curiosos pliegues (...)".

## Regencia (1934-1941)
La muerte de un Dalái lama implica normalmente el nombramiento de un Regente que garantice la selección de un sucesor y reine durante la minoría de este. Desde finales del siglo XVIII, esta tarea se delegó en un lama reencarnado o tulku.

### Nombramiento
Tras la muerte del XIII Dalái lama en 1933, los miembros del Kashag tuvieron vivas discusiones sobre la elección del Regente. En primer lugar quedó descartado el consejero Thupten Kunphel-la, con el pretexto de no haberse preocupado lo suficiente por la salud del fallecido. Los ministros acordaron elegir al abad del monasterio Réting, por el que el Dalái lama había mostrado interés durante una estancia en el mismo en 1933. Además, el 5º Réting Rinpoche salió elegido por sorteo de una terna formada por tres tulkus.
En 1934 Jamphel Yeshe Gyaltsen, con apenas 23 años de edad, fue nombrado Regente del Tíbet; aunque tuvo que compartir el poder con Langdun, sobrino del XIII Dálai lama que desde 1926 ejercía como Kalon Tripa o primer ministro del gobierno tibetano.

### El caso Lungshar
En 1934 y una vez descartado Thupten Kunphel-la como Regente, el excomandante en jefe del Ejército y extitular de la Secretaría de Hacienda con el XIII Dalái lama Lungshar es acusado de conspirar contra el Kashag para hacerse con el poder. Cuando el ministro Trimon Norbu Wanggyel fue informado de que Lungshar le había acusado de parcialidad en los asuntos públicos, ordenó su detención y encarcelamiento; aunque según Claude Arpi realmente fue el Regente Réting Rinpoche quien, una vez informado, ordenó la detención de Lungshar y el registro de su residencia, donde se encontró documentación incriminatoria. El exmandatario fue condenado a cadena perpetua acompañada de enucleación, se confiscaron sus propiedades y sus descendientes fueron excluidos de cualquier cargo público.

### Relaciones con el gobierno chino
Réting Rinpoche informó al gobierno chino de la búsqueda del tulku del XIII Dalái lama y de su traslado a Lhasa. En 1934 se autorizó la visita de una misión china para presentar sus condolencias por el fallecimiento del XIII Dálai lama y finalmente se aprobó la creación en Lhasa de una oficina de la Comisión de Asuntos de Mongolia y Tíbet del Kuomintang. Así mismo, Réting Rinpoche autorizó que la delegación china instalase una emisora de radio permanente, mientras que la misión china reforzaba la oficina con una estación meteorológica, una escuela y una clínica.

### Búsqueda de la reencarnación del XIII Dalái lama
La tarea más urgente para el Regente Réting Rinpoche era encontrar al tulku del XIII Dalái lama. Para buscar señales de la reencarnación del Dálai lama fallecido, se trasladó en 1935 hasta el sagrado lago Lhamo-Latso, el lago de las visiones cercano al monasterio Chokhorgyal. Vio en la superficie del agua las sílabas Ah, Ka y Ma. También vio un monasterio con los tejados dorados y verdes, así como una granja con pizarra de color azul turquesa.
Dos años más tarde se envió una misión al noreste de la provincia de Qinghai (Amdo), con cartas de recomendación para el noveno Panchen lama, el gobernador Ma Bufang y el abad del monasterio de Kumbum, así como para otros monasterios y funcionarios de la región. En febrero de 1937 el grupo encabezado por el 4º Kewtsang Rinpoche llegó a Jyekundo, donde encontró al noveno Panchen lama de vuelta de su exilio en China. Este informó sobre tres posibles candidatos y el que visitaron, Tenzin Gyatso o Lhamo Dondup, mostró los indicios suficientes para ser considerado la encarnación del fallecido Dalái lama.

### Intentos de dimisión
Aunque en 1936 mostró la intención de dimitir como Regente en dos ocasiones, finalmente aceptó continuar en el cargo ante la promesa de dejar de ser cuestionado. Además, tras una estancia ese mismo año en el monasterio de Samye por razones ceremoniales, regresó a la capital con nuevo impulso.

### Relaciones con la misión Gould (1936-1937)
En agosto de 1936, los británicos enviaron a Sir Basil Gould en misión a Lhasa, acompañado de Hugh Richardson y su secretario privado Freddie Spencer Chapman. El grupo llegó escoltado por soldados, junto con dos oficiales del Real Cuerpo de Señales, cuyo objetivo era establecer una estación de radio inalámbrica como respuesta a la estación similar de la misión china. Posteriormente, Hugh Richardson se convertiría en el jefe de la primera misión británica en Lhasa.

### Dimisión de Langdun (1939)
En abril de 1939 y debido a diversos desencuentros con el Réting Rinpoche, sobre todo los concernientes a la reencarnación del XIII Dalái lama, dimitió el co-regente Langdun, aunque conservando sus emolumentos de primer ministro.
Si esta dimisión le facilita a Réting Rinpoche el tomar decisiones, tiene también el efecto de aislarle políticamente.

### Relaciones con la expedición alemana al Tíbet
Según Christopher Hale, los miembros de la expedición alemana al Tíbet (1938-1939) establecieron buenas relaciones con el regente. El jefe de la misma, Ernst Schäfer, tuvo largas entrevistas con Réting Rinpoche, que llegó a preguntarle si Alemania estaría interesada en vender armas al Tíbet. Según el ensayista italiano Claudio Mutti, «Para Himmler, era importante establecer contactos con el abad Réting, convertido en regente del país en 1934, un año después del fallecimiento del decimotercer Dalái lama». Schaefer regresó a Alemania con dos cartas de cortesía destinadas a Hitler y a Himmler, así como presentes para el Führer (un hábito de lama y un perro de caza).

### Reunión con Theos Bernard
En 1939, Réting Rinpoche se reunió con el investigador estadounidense Theos Bernard, uno de los pocos occidentales autorizados a visitar Lhasa gracias a sus conocimientos del idioma tibetano y al apoyo del primer ministro Tsarong Shapé. Bernard quería establecer en Occidente un centro de investigación y traducción del canon budista con los documentos que le facilitaron las autoridades tibetanas. Dicha documentación se conserva en las universidades de Yale y de California en Berkeley.

### Instalación del XIV Dalái lama en el Potala
Tras descubrir a Tenzin Gyatso, conocido como Lhamo Dhondup, como posible reencarnación o tulku del XIII Dalái lama y una vez llevadas a cabo las comprobaciones rituales correspondientes, su instalación en el palacio Potala tuvo lugar el 22 de febrero de 1940. El regente Réting fue su primer maestro y el 3er. Taktra Rinpoche el segundo. En su autobiografía, el XIV Dalái lama manifiesta su aprecio por el 5º Réting Rinpoche. Como era habitual, el XIV Dalái lama incorporó el nombre del regente y algunos otros al suyo, en vez de Lhamo Dhondup: Jamphel Ngawang Lobsang Yeshe Tenzin Gyatso.

### Dimisión
Desde principios de 1940, Réting Rinpoche es objeto de diversas críticas personales que podrían dificultar que presidiera la ceremonia de la toma de votos del XIV Dalái lama. Al consultar al oráculo oficial del Tíbet, este indica que su insistencia en mantenerse en el cargo sería perjudicial para su salud y para la del Dalái lama. Entonces acuerda con el 3er. Taktra Rinpoche un traspaso temporal del poder, dimitiendo el 16 de enero de 1941 y retirándose al monasterio Réting.
Según algunos, Réting Rinpoche habría sido presionado para que dimitiera debido al trato dado al conservador Khyungram Theji (arrestado y azotado en público, al tiempo que se confiscaban sus bienes y se desposeía a la familia de su rango nobiliario), que criticaba que propiedades del estado pudiesen pasar al regente.

### Regencia del 3er. Taktra Rinpoche
Una vez en el poder Ngawang Sungrab Thutob, 3er. Taktra Rinpoche, nombró sus propios funcionarios. En 1942 el Kashag creó una oficina de asuntos extranjeros y se informó a la Comisión de Asuntos de Mongolia y Tíbet del Kuomintang que, en adelante, las relaciones deberían ser a través de la misma. 
En 1944 el 5º Réting Rinpoche y antiguo regente abandonó el monasterio Réting, se trasladó al monasterio Sera y comunicó su intención de recuperar el poder, petición que no fue aceptada.

### Arresto y fallecimiento
En mayo de 1945, Réting Rinpoche fue incluido en el 6º Comité Central del Kuomintang. En 1946, fue elegido diputado de la Asamblea Nacional china, pero el Kashag le impidió participar al no ser ya el regente. Hugh Richardson, jefe de la misión británica en Lhasa, se entrevistó en febrero de 1947 con Taktra Rinpoche para hacerle partícipe de los planes del gobierno chino para forzar la vuelta a la regencia de Réting Rinpoche.
Réting fue acusado de conspiración y de intento de asesinar al regente Taktra, que había recibido un paquete explosivo, siendo arrestado el 18 de abril de 1947. Llevado a Lhasa, negó cualquier implicación en el complot, pero fue encarcelado en el Potala, donde falleció inesperadamente el 8 de mayo de 1947, a los 36 años.

## Su obra
Algunas realizaciones:
- Hizo levantar la estructura de la estupa del XIII Dalái lama.[47]
- Ordenó la construcción del palacio de verano de los Dalái lama, a las afueras de Lhasa.[48]
- Durante su mandato bajó los impuestos y tomó medidas económicas favoreciendo a la nobleza del Tíbet. Aumentó la producción, los precios se mantuvieron estables y fue un período pacífico.[49]
- Era partidario de la modernización del Tíbet y usaba motocicleta.[50]
- Poseía una de las tres grandes empresas comerciales de Tíbet: la sociedad Retingsang, que junto con la sociedad Heng-Sheng-Gong controlaba el comercio del té entre Sichuan y Tíbet.